# Koberggrynnorna
Koberggrynnorna är öar i Finland. De ligger i Norra kvarken och i kommunen Korsnäs i den ekonomiska regionen  Vasa i landskapet Österbotten, i den västra delen av landet. Öarna ligger omkring 38 kilometer sydväst om Vasa och omkring 370 kilometer nordväst om Helsingfors.
Arean för den av öarna koordinaterna pekar på är 5,6 hektar och dess största längd är 500 meter i nord-sydlig riktning.